# Азеведо, Фабио
Фабио Андре Диас Азеведо (порт. Fábio André Dias Azevedo, род. 14 сентября 1971, Маже, штат Рио-де-Жанейро, Бразилия) — волейбольный функционер, президент Международной федерации волейбола (ФИВБ) (с 2024 года).

## Биография
Фабио Азеведо родился в городе Маже штата Рио-де-Жанейро. В 8-летнем возрасте начал заниматься футболом в местном футбольном клубе «Мажеэнсе», за который играл до 1990 года. Затем переехал в Рио-де-Жанейро, где поступил в университет Эстасио де Са (UNESA), после окончания которого с 1997 года начал работать в Бразильской конфедерации волейбола (CBV) под руководством Ари Грасы Фильо, с 1995 являвшегося президентом CBV. Курировал в CBV маркетинг, взаимодействие со СМИ, организацию спортивных мероприятий, отвечал за привлечение спонсоров. Занимался развитием материально-технической базы бразильского волейбола. За время его организационной работы на посту генерального директора CBV бюджет организации увеличился в 17 раз (с 7 миллионов до 120 миллионов долларов США).
В 2010—2013 — генеральный директор созданной им компании Sports4Good (S4G), специализировавшейся на организации крупных спортивных мероприятий по волейболу и пляжному волейболу, а также по многим другим видам спорта в Бразилии и за рубежом (баскетболу, боксу, футболу, настольном теннису, гребле на байдарках и каноэ и др.). Взаимодействовал с оргкомитетом Олимпийских игр в Рио-де-Жанейро 2016, в качестве генерального менеджера отвечал за проведение волейбольного турнира на Панамериканских играх 2007 в Рио-де-Жанейро. Генеральный директор оргкомитета мужского молодёжного чемпионата мира 2011 и генеральный менеджер финалов Мировой лиги 2002 и 2008, проводившихся в Бразилии.
В 2013 году Азеведо назначен генеральным директором Международной федерации волейбола (ФИВБ). С 2021 — член Административного совета ФИВБ.
16 ноября 2024 года на 39-м Конгрессе ФИВБ в Порту (Португалия) Фабио Азеведо был избран президентом ФИВБ после ухода в отставку по истечении срока полномочий Ари да Грасы Фильо, возглавлявшего организацию с 2012 года.